# 1974–1975-ös közép-európai kupa
Az 1974–1975-ös közép-európai kupa a Közép-európai kupa történetének harminchatodik kiírása volt. A sorozatban a címvédő Tatabánya, valamint Ausztria, Csehszlovákia, Jugoszlávia, Magyarország és Olaszország 1-1 csapata képviseltette magát. A csapatokat két darab csoportba osztották be, és a két csoportgyőztes vívta a döntőt.
A kupát a Wacker Innsbruck nyerte el, története során első alkalommal.

## Csoportkör

### A csoport
| Csapat              | Mérk. | Gy | D | V | GK  | Pont |
| ------------------- | ----- | -- | - | - | --- | ---- |
| 1. Wacker Innsbruck | 4     | 3  | 1 | 0 | 8:2 | 7    |
| 2. Tatabánya        | 4     | 2  | 0 | 2 | 7:7 | 4    |
| 3. Rijeka           | 4     | 0  | 1 | 3 | 3:9 | 1    |

| 1. csapat        | Össz. | 2. csapat        | 1. mérk. | 2. mérk. |
| ---------------- | ----- | ---------------- | -------- | -------- |
| Tatabánya        | -     | Rijeka           | 3–1      | 3–1      |
| Rijeka           | –     | Wacker Innsbruck | 1–3      | 0–0      |
| Wacker Innsbruck | -     | Tatabánya        | 4–1      | 1–0      |

### B csoport
| Csapat             | Mérk. | Gy | D | V | GK  | Pont |
| ------------------ | ----- | -- | - | - | --- | ---- |
| 1. Budapest Honvéd | 4     | 2  | 1 | 1 | 6:4 | 5    |
| 2. Teplice         | 4     | 2  | 0 | 2 | 7:6 | 4    |
| 3. Fiorentina      | 4     | 1  | 1 | 2 | 2:5 | 3    |

| 1. csapat       | Össz. | 2. csapat       | 1. mérk. | 2. mérk. |
| --------------- | ----- | --------------- | -------- | -------- |
| Budapest Honvéd | -     | Fiorentina      | 2–0      | 0–0      |
| Fiorentina      | –     | Teplice         | 2–1      | 0–2      |
| Teplice         | -     | Budapest Honvéd | 2–0      | 2–4      |

## Döntő
| 1. csapat        | Össz. | 2. csapat       | 1. mérk. | 2. mérk. |
| ---------------- | ----- | --------------- | -------- | -------- |
| Wacker Innsbruck | 5-2   | Budapest Honvéd | 3–1      | 2–1      |

### 1. mérkőzés
| 1975. május 27. 19:30 |

| Wacker Innsbruck               | 3–1   | Budapest Honvéd |
| ------------------------------ | ----- | --------------- |
| Rinker 26' Bjerg 32' Welzl 86' | (2–1) | Weimper 41'     |

| Tivoli stadion, Innsbruck Nézőszám: 7 500 Játékvezető: Dušan Maksimović (jugoszláv) |

| WACKER INNSBRUCK: |   |                     |  |     |
|                   |   |                     |  |     |
| GK                |   | Friedrich Koncilia  |  |     |
| DF                |   | Werner Kriess       |  |     |
| DF                |   | Engelbert Kordesch  |  |     |
| DF                |   | Bruno Pezzey        |  |     |
| DF                |   | Johann Eigenstiller |  | 65' |
| MF                |   | Ove Flindt Bjerg    |  |     |
| MF                |   | Peter Koncilia      |  |     |
| MF                |   | Werner Schwarz      |  | 71' |
| FW                |   | Günther Rinker      |  |     |
| FW                |   | Kurt Welzl          |  |     |
| FW                |   | Helmut Metzler      |  | 46' |
| Cserék:           |   |                     |  |     |
| DF                | ' | Othmar Bajlicz      |  | 65' |
| FW                | ' | Franz Oberacher     |  | 46' |
| Vezetőedző:       |   |                     |  |     |
| Branko Elsner     |   |                     |  |     |

| BUDAPEST HONVÉD: |   |                 |  |     |
|                  |   |                 |  |     |
| GK               |   | Gujdár Sándor   |  |     |
| DF               |   | Kelemen József  |  |     |
| DF               |   | Páncsics Miklós |  | 70' |
| DF               |   | Egervári Sándor |  |     |
| DF               |   | Szűcs Lajos     |  |     |
| MF               |   | Pintér Sándor   |  |     |
| MF               |   | Pál József      |  |     |
| MF               |   | Lukács Sándor   |  |     |
| FW               |   | Fehérvári János |  |     |
| FW               |   | Weimper István  |  |     |
| FW               |   | Kozma Mihály    |  |     |
| Cserék:          |   |                 |  |     |
| DF               | ' | Virágh Ernő     |  | 70' |
| Vezetőedző:      |   |                 |  |     |
| Lakat Károly     |   |                 |  |     |

### 2. mérkőzés
| 1975. június 11. 19:00 |

| Budapest Honvéd       | 1–2   | Wacker Innsbruck       |
| --------------------- | ----- | ---------------------- |
| Kocsis 52' (11-esből) | (0–0) | Pezzey 58' Schwarz 80' |

| Honvéd stadion, Budapest Nézőszám: 10 000 Játékvezető: Sergio Gonella (olasz) |

| BUDAPEST HONVÉD: |   |                 |  |     |
|                  |   |                 |  |     |
| GK               |   | Gujdár Sándor   |  |     |
| DF               |   | Kelemen József  |  |     |
| DF               |   | Egervári Sándor |  |     |
| DF               |   | Szűcs Lajos     |  | 36' |
| MF               |   | Pintér Sándor   |  |     |
| MF               |   | Pál József      |  |     |
| MF               |   | Lukács Sándor   |  |     |
| MF               |   | Kocsis Lajos    |  | 62' |
| FW               |   | Fehérvári János |  | 50' |
| FW               |   | Weimper István  |  |     |
| FW               |   | Kozma Mihály    |  |     |
| Cserék:          |   |                 |  |     |
| FW               | ' | Morgós Gábor    |  | 50' |
| Vezetőedző:      |   |                 |  |     |
| Lakat Károly     |   |                 |  |     |

| WACKER INNSBRUCK: |   |                     |  |        |
|                   |   |                     |  |        |
| GK                |   | Friedrich Koncilia  |  | 54'    |
| DF                |   | Werner Kriess       |  |        |
| DF                |   | Othmar Bajlicz      |  |        |
| DF                |   | Bruno Pezzey        |  |        |
| DF                |   | Johann Eigenstiller |  |        |
| MF                |   | Ove Flindt Bjerg    |  |        |
| MF                |   | Rudolf Horvath      |  |        |
| MF                |   | Werner Schwarz      |  |        |
| FW                |   | Günther Rinker      |  |        |
| FW                |   | Kurt Welzl          |  |        |
| FW                |   | Helmut Metzler      |  | 5'     |
| Cserék:           |   |                     |  |        |
| DF                | ' | Engelbert Kordesch  |  | 85'    |
| FW                | ' | Hans Rebele         |  | 5' 85' |
| Vezetőedző:       |   |                     |  |        |
| Branko Elsner     |   |                     |  |        |